# Mảng Nam Mỹ

Mảng Nam Mỹ, có màu tím tía trên bản đồ

Mảng Nam Mỹ là một mảng kiến tạo che phủ lục địa Nam Mỹ và trải dài về phía đông tới sống núi ngầm giữa Đại Tây Dương.
Mặt phía đông của mảng là ranh giới phân kỳ với mảng châu Phi tạo thành phần phía nam của sống núi giữa Đại Tây Dương. Mặt phía nam là ranh giới phức tạp với mảng Nam Cực và mảng Scotia. Mặt tây là ranh giới hội tụ với mảng Nazca đang bị hút chìm. Mặt phía bắc là ranh giới với mảng Caribe. Tại điểm nối ba Chile trong Taitato - bán đảo Tres Montes thì sống đại dương của dốc Chile hiện đang chìm lún xuống dưới mảng Nam Mỹ.
Những phần còn lại của mảng Farallon, hiện tại là mảng Cocos và mảng Nazca cũng đang chìm lún xuống phía dưới rìa phía tây của mảng Nam Mỹ. Sự chìm lún này là nguyên nhân nâng lên của dãy núi Andes và tạo ra các núi lửa dọc theo dãy núi này. Người ta cũng suy đoán rằng ngoài sự chìm lún của các mảng Cocos và Nazca thì chuyển động theo hướng tây của mảng Nam Mỹ có thể cũng buộc các mảng Caribe và Scotia tại các đầu kết thúc phía bắc và phía nam của nó phải chịu nén ép xung quanh nó. Cả hai chia sẻ một hình dáng tương tự và đang chìm lún dọc theo ranh giới phía đông của chúng. Chúng được cho là các khu vực núi lửa cổ đại được hình thành từ mảng Farallon, với lớp vỏ của chúng là quá dày để có thể chìm lún xuống dưới mảng Nam Mỹ.
Cũng có chứng cứ cho thấy mảng Nam Mỹ tiếp tục chuyển động về phía bắc với tốc độ rất chậm.